# Cesare Ferrario
Cesare Ferrario (* 27. September 1948 in Como) ist ein italienischer Filmregisseur und Drehbuchautor.

## Leben
Ferrario war Schüler der Scuola d’Arte Drammatica des Piccolo Teatro di Milano und spielte Theater unter Giorgio Strehler sowie an wichtigen italienischen Bühnen. Mit Ottavia Piccolo und Roberto Herlitzka wiedereröffnete er Mitte der 1980er Jahre das Teatro Carcano in Mailand. Daneben war er Schauspieler, Autor und Regisseur im italienischen Fernsehen und im Radio der italienischen Schweiz. Ferrario debütierte als Filmregisseur 1985 mit einer Dramatisierung und (zeitbedingt hypothetischen) Aufarbeitung der Ereignisse einer Mordserie in der Toskana zu Beginn des Jahrzehntes, Il mostro di Firenze, zu dem er auch das Drehbuch schrieb und für den Schnitt verantwortlich zeichnete. Vier Jahre später inszenierte er ein Buch der Marina Ripa di Meana. Erst weitere zwölf Jahre später erschien sein dritter Film, die russische Koproduktion La bella di Mosca.
2010 war Ferrario künstlerischer Leiter des römischen September Concerto.

## Filmografie
- 1985: Night Ripper – Das Monster von Florenz (Il mostro di Firenze)
- 1989: La più bella del reame
- 2001: La bella di Mosca